# Il sesto Faraone
Il sesto Faraone è un romanzo scritto da Hans Tuzzi, pseudonimo di Adriano Bon, pubblicato nel 2016. È un romanzo di genere poliziesco ambientato in Egitto, ad Alessandria, nel 1921. Vi ritorna il personaggio di Neron Vukcic, ex agente dei servizi segreti absburgici già protagonista di un intrigo spionistico ne Il Trio dell'arciduca. Ingaggiato per le sue notevoli doti investigative da un ricco mercante israelita che aveva conosciuto prima della Grande Guerra a Costantinopoli, Vukcic risolverà il caso, scagionando Miriam, la figlia di Margulies dall'accusa di omicidio e salvandola dalla forca.

## Edizioni
- Hans Tuzzi, Il sesto Faraone, Varianti, Bollati Boringhieri, 2016, ISBN 978-88-339-2755-8.